# Мамутова пещера (национален парк)
Националният парк „Мамутова пещера“ (на английски: Mammoth Cave National Park) се намира в Северна Америка, по-точно в Апалачите, басейна на Грийн Ривър в централната част на щата Кентъки, САЩ. Това е най-дългата система от пещери на Земята. Главният вход на пещерата, наречен Бродуей, води до система от коридори, лабиринти, проходи, пропасти и зали. Те са разположени на 5 етажа и имат обща дължина около 591 km. Една от най-големите зали е известна като „Купол на мамута“, дълга е 120 m, широка 50 m и висока 75 m. Най-голямо е разнообразието във „Вълшебната пещера“, рядко посещавана поради неудобните подстъпи. В огромната зала „Голямата ротонда“ свободно могат да се поберат хиляди посетители. Други интересни зали са „Готическата катедрала“, „Балната зала“ и „Гробът на великана“.
Влиза в Списък на световното културно и природно наследство на ЮНЕСКО на 27 октомври 1981 година и става Биосферен резерват на 26 септември 1990.

## История
Първите хора, които посещават пещерата са древните индианци. Те използват светлината на тръстикови факли, за да се придвижват в тъмното. Намерени са много добре запазени човешки мумии и други археологически находки, които свидетелстват за човешко присъствие в района.
В по-съвременната история, легендата разказва, че първият човек, натъкнал се на пещерата, е ловец, който докато преследва мечка по Грийн Ривър, случайно открива отвора на пещерата. Това става през 1790 година. По време на войната от 1812 година между Англия и САЩ, в пещерата работят роби миньори, които извличат материалите, необходими за изработването на барута. Към края на войната тя става известна, превръща се в туристическа атракция, и посетители от всички краища на Щатите идват да я видят. Мамутовата пещера е продадена на няколко пъти и когато неин собственик е Хайман Грац (Hyman Gratz), той използва робите си като екскурзоводи. Един от тях, Стивън Бишоп (Stephen Bishop), остава в историята със своите приноси към опознаването на района. Съвременниците му го описват като мъж със смесена кръв, който носи шапка с цвят на шоколад, зелен джакет и карирани панталони. Заслугите му се състоят в откриването на подводни реки, на непознати дотогава галерии, дълги километри, и изготвянето на нови карти на пещерата. Той също така открива сляпата риба, няколко вида змии и гравирани от древните индианци гипсови парчета. След различни употреби на пещерата – като мина, болница, актьорска сцена, място за сватби, най-накрая през 1941 година тя е обявена за национален парк, за да се запазят галериите, реките, флората и фауната.

## Климат
Независимо от сезона, климатът на Кентъки е мек. През лятото дневните температури може да са доста високи – над 30 °C, но нощите остават хладни. През зимата вали сняг и температурите падат до 4 – 7 °C. Най-сухият сезон е есента. Средните годишни валежи са 48 инча, а средния годишен снеговалеж – 14 инча.

## Флора и фауна
Мамутовата пещера се е формирала в продължение на милиони години и геологическите процеси все още продължават.
Флората и фауната на пещерата са едни от най-разнообразните и богатите. Документирани са 130 вида, като 12 от тях са слепи (нямат очи), а някои други нямат пигмент. 70 вида спадат към застрашените от изчезване. Пещерата обитават птици, риби, насекоми, бозайници, растения и влечуги. Тя е дом на саламандри, жаби, речни раци, охлюви, паяци, щурци, гущери, костенурки, змии и прилепи.